# 小笠原警察署

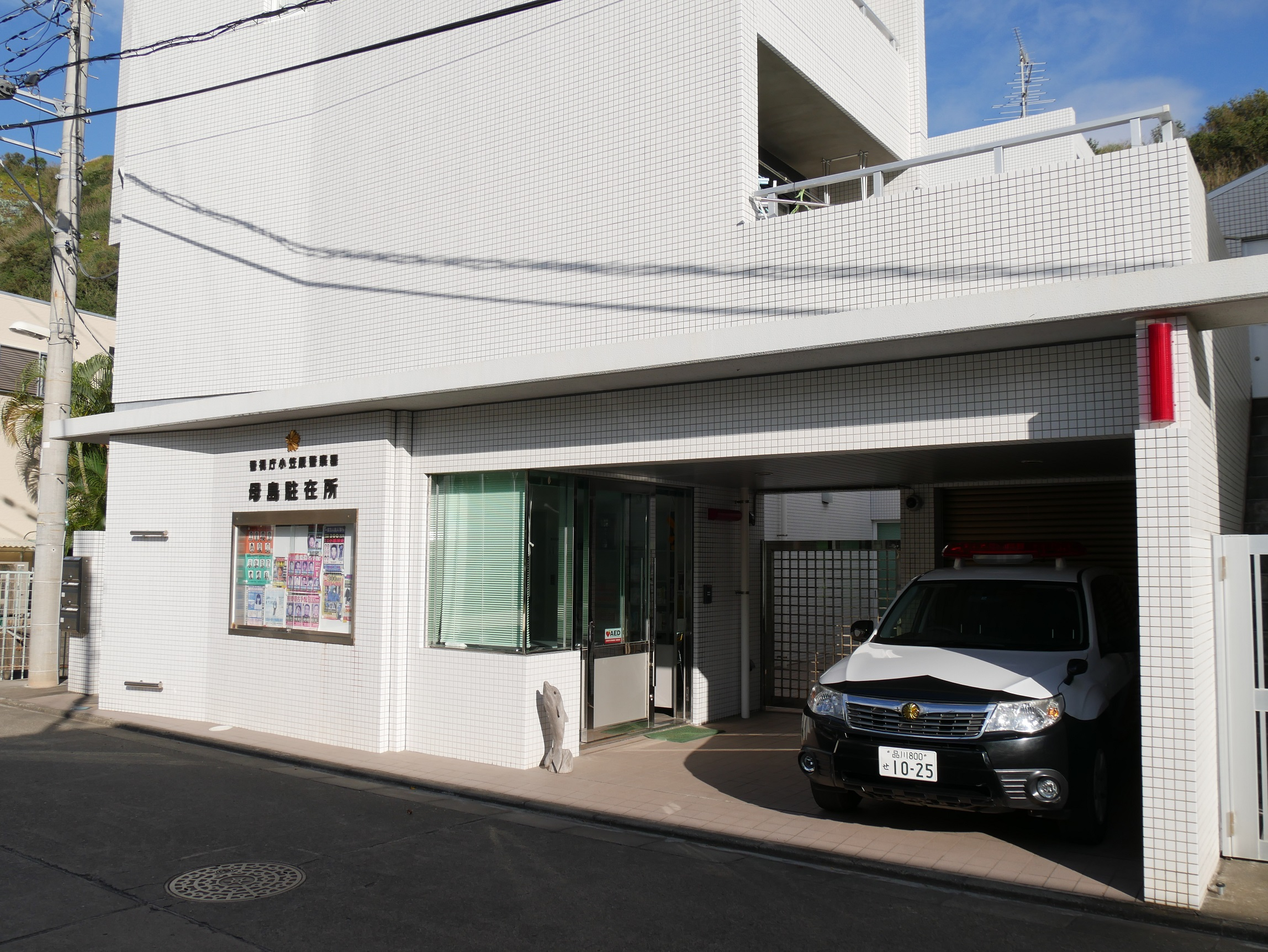
母島駐在所（2016年2月）

小笠原警察署（おがさわらけいさつしょ）は、警視庁が管轄する警察署の一つである。署員数は約10名ほどであり、日本一署員が少ない警察署である。

## 概要
警視庁第一方面に属し、小笠原村を管轄している。小笠原諸島は亜熱帯性の気候で冬でもかなり暖かいため、署員は1年中夏服を着用している。
かつては、小笠原村内の公衆電話や加入電話から110番通報をすると父島では本署に、母島では駐在所の専用電話に直接つながるようになっていた。携帯電話からは、父島・母島のどこで掛けても父島にある本署につながるようになっていた。2012年11月からは、千代田区霞が関にある警視庁本部の通信指令センターにつながるようになった。

## 組織
- 署長（警視）
- 次長
- 警務係 - 総務、警務、教養、留置、会計、厚生
- 警備係 - 機動警ら、警備、公安、地域
- 交通係 - 事務(交)、交通捜査、外勤(交)
- 捜査係 - 捜査、記録、鑑識、防犯、生活安全相談、保安、生活経済、生活環境、少年、組織犯罪対策、暴力団対策、薬物銃器対策

## 管轄区域
- 小笠原村

## 所在地
- 東京都小笠原村父島字西町

## 沿革
- 1878年（明治11年） - 太政官達により、警察事務が内務省小笠原島出張所において取り扱われる。
- 1880年（明治13年） - 小笠原諸島が東京府の所管に移され、警察事務は東京府小笠原島出張所に移譲。
- 1885年（明治18年） - 警察事務が東京府から警視庁に移譲。
- 1895年（明治28年） - 警視総監が小笠原島庁島司に警部の指揮監督権を委任。
- 1919年（大正8年） - 京橋築地警察署小笠原分署が設置され、警察事務を島司から分署長に移管。

## 駐在所
- 母島駐在所（東京都小笠原村母島字元地）